# Municipio de Tod
El municipio de Tod (en inglés: Tod Township) es un municipio ubicado en el condado de Crawford en el estado estadounidense de Ohio. En el año 2010 tenía una población de 677 habitantes y una densidad poblacional de 14,35 personas por km².

## Geografía
El municipio de Tod se encuentra ubicado en las coordenadas 40°50′29″N 83°5′37″O / 40.84139, -83.09361. Según la Oficina del Censo de los Estados Unidos, el municipio tiene una superficie total de 47.17 km², de la cual 47,15 km² corresponden a tierra firme y (0,05 %) 0,03 km² es agua.

## Demografía
Según el censo de 2010, había 677 personas residiendo en el municipio de Tod. La densidad de población era de 14,35 hab./km². De los 677 habitantes, el municipio de Tod estaba compuesto por el 98,97 % blancos, el 0,15 % eran afroamericanos, el 0,3 % eran amerindios, el 0,3 % eran de otras razas y el 0,3 % eran de una mezcla de razas. Del total de la población el 1,62 % eran hispanos o latinos de cualquier raza.